# Liar (canção de Rollins Band)
"Liar" é uma música da Rollins Band, e é também o maior hit que eles conseguiram no álbum Weight, de 1994. Foi a única música do álbum que conseguiu sucesso, e foi também uma das músicas mais conhecida da banda. "Liar" era a música que a Rollins Band mais gostava de tocar nos shows ao vivo, pois trazia os versos de spoken word que Henry Rollins, o vocalista da banda, adorava fazer, às vezes, improvisando.
Uma versão curta da música (de 4:19) e uma versão mais longa da música (de 4:49), foram distribuidas em diversos países como singles, muitas vezes com mais algumas faixas inéditas das sessões de gravação do álbum Weight. Essas versões, e mais algumas faixas inéditas, foram incluídas no álbum "Weighting" (de 2004).
O video-clipe de "Liar" trazia um vocal completamente diferente da versão original, a letra também era suavemente diferente. Dirigido por Anton Corbijn, o vídeo em si mostra o vocalista Henry Rollins fazendo interpretações diferentes: durante os versos, ele está vestindo uma simples camiseta preta, recitando a letra em um tom bastante amigável e calmo; porém, durante o refrão, ele está sem camisa, o seu corpo está totalmente pintado de vermelho, e ele aparece cantando agressivamente, mostrando seu tom selvagem de modo nítido. No video-clipe, ele também aparece vestido de Superman, numa espécie de paródia, e em um uniforme policial.
Após o seu lançamento, o vídeo-clipe de "Liar" ganhou um imenso destaque na MTV, chegando também a aparecer em um episódio do desenho Beavis and Butt-Head. No episódio, enquanto toca o refrão da música, Beavis demonstra excitamento, repetindo a palavra "Liar!" do mesmo jeito que ele tipicamente diz "Fire! Fire! Fire!". Butthead chega à conclusão que mentir é "legal."
Na VH1, "Liar" ficou na posição de 64º melhor música de hard rock de todos os tempos.

## Elogios
| Ano                                | Publicação      | País        | Elogio                                       | Posição |       |
| ---------------------------------- | --------------- | ----------- | -------------------------------------------- | ------- | ----- |
| 1994                               | Studio Brussels | Bélgica     | "Melhor Música do Ano (1994)"                | 21º     | [ 2 ] |
| 2004                               | Kerrang!        | Reino Unido | "666 Que Você Deve Ouvir (Rock Alternativo)" | *       | [ 3 ] |
| "*" denota uma lista não ordenada. |                 |             |                                              |         |       |

## Paradas
| Ano  | Parada                 | Posição position |
| ---- | ---------------------- | ---------------- |
| 1994 | Bubbling Under Hot 100 | 9º               |
| 1994 | Mainstream Rock Tracks | 40º              |
| 1994 | Modern Rock Tracks     | 26º              |